# Hjalmar Stolpe
Hjalmar Stolpe (Gävle 23 avril 1841 – 27 janvier 1905), est un entomologiste, archéologue et ethnographe suédois. Il est principalement connu pour ses fouilles archéologiques à Birka (Âge des Vikings) et Vendel (Âge de Vendel). 
Sur le site de Birka, il s'intéresse aux tombes et à l'habitat. Le soin apporté à ses dessins et aux inventaires en fait une source d'information précieuse pour étudier le port marchand médiéval.
Il est aussi l'une des principales personnes à l'origine de la fondation du Musée d'Ethnographie de Stockholm en 1900 et en devient son premier directeur.